# Alina Kiers
Alina Kiers (15 april 1958) is een Nederlandse zangeres, cabaretière en actrice.
De verpleegkundige Kiers studeerde van 1980 tot 1984 op de Academie voor Expressie door Woord en Gebaar in Kampen. In 1987 begon ze bij Theater te Water, een varend theatergezelschap uit Groningen. Daar leerde ze Frank den Hollander en Peter de Haan van Pé Daalemmer & Rooie Rinus kennen en begon ze met hen in 1988 De Bende van Baflo Bill. Ze maakten samen vier theaterprogramma's en drie cd's.
Na het einde van De Bende in 1998 was er van 2002 tot 2004 nog Voorheen de Bende, ook met De Haan en Den Hollander. Het programma Oet was zeer succesvol in het noorden des lands; van dit theaterprogramma kwamen ook een cd en dvd uit.
Later hield Kiers zich bezig met presentatiewerk, radio (RTV Noord) en verzorgde ze samen met Den Hollander korte humoristische acts bij symposia, openingen, enzovoort. Tevens gaf ze  presentatieworkshops op de School voor de Kunsten van het Noorderpoort. 
Op 26 april 2016 ontving Kiers, evenals Peter de Haan en Frank den Hollander, de onderscheiding Ridder in de Orde van Oranje-Nassau.